# Площадь Ленина (Астрахань)
Площадь Ле́нина — главная площадь Астрахани, расположена у южных кремлевских стен Астраханского кремля в границах Адмиралтейской улицы, площади Ленина и улицы Василия Тредиаковского. Площадь названа в честь революционера, Вождя мирового пролетариата Владимира Ильича Ленина, в центре площади установлен памятник Ленину, имеет 8 фонтанов на всей протяженности, ежегодно 9 мая на площади Ленина проводится Парад Победы.

### История
До середины XIX века место рядом с Астраханским кремлем представляло собой «непроходимую трясину», носившую название «мочажная», а на месте самой площади Ленина были солончаки, которые в половодье затоплялись, а незатопленные места использовались в качестве огородов. В 30-е годы XIV века на месте огородов воздвигли Долбилов монастырь, а вокруг него стали селиться рабочие люди. Таким образом возникла Саянова слобода. В 1870-х годах эту территорию стали засыпать, осушать и благоустраивать, высаживая у кремлевской стены растения. Образовавшийся роскошный парк назвали Подкремлевским. Там даже появился фонтан и бассейн с рыбами.
В честь приезда в Астрахань Александра II был заложен Александровский бульвар. На бульваре располагались красивые беседки, павильоны и открытая раковина для оркестра. Здесь любили отдыхать многие астраханцы. В 1908 году Подкремлевский парк и Александровский бульвар объединили.
В годы революции на этом месте проходили митинги против самодержавия. 28 мая на бульваре произошли жестокие столкновения демонстрантов с казаками и полицией. После свержения самодержавия Александровский бульвар был переименован в сад «Олимп». В годовщину похорон героя гражданской войны С.П. Бурова на его могиле, которая располагалась у стен кремля, установили памятник-бюст. Этот сад начали называть Боровским. Позже прах Бурова перенесли на городское кладбище. В 30-е годы на пустыре около кремля был построен первый в Астрахани стадион.

В 1950-х годах здесь началась застройка нового квартала. Уровень места подняли на 1-1,5 метра. Площадь Ленина (Астрахань) строилась по специальному проекту, который включал озеленение и кладку подземного водопровода для питания фонтанов. На месте бывшего бассейна был установлен памятник Владимиру Ильичу Ленину (архитектор Ананьев, скульптор Азгур). 
 Здесь же стали появляться первые комфортабельные гостиницы Астрахани.

К 400-летию Астрахани в 1958 году накануне годовщины революции площади решили дать имя вождя пролетариата. Был открыт 17-метровый памятник с постаментом из карельского гранита и 9-метровой бронзовой скульптурой Ленина. С тех пор площадь Ленина являлась главной площадью города: здесь проходили демонстрации, парады, прием в пионеры. К 450-летию Астрахани площадь была реконструирована. Теперь на площади проходят только торжественные мероприятия, посвящённые дню победы. 
 Площадь Ленина покрыта светлым гранитом, который хорошо гармонирует с белеными стенами Астраханского кремля, и украсили малыми архитектурными формами. Основной ее достопримечательностью является комплекс фонтанов «Нева – Волга», состоящий из 8 фонтанов. Длина цепочки фонтанов достигает около 500 метров. По концам площади размещены два самых крупных фонтана – «Волга» и «Нева».

## История
В XVI в. на части территории нынешней площади Ленина располагался Житный двор, огороженная стеной территория, примыкавшая к Кремлю. Со временем укрепления пришли в ветхое состояние и были снесены. В честь приезда Александра II на этом месте был заложен сад. Его называли Александровским бульваром.

После революции сад был назван «Олимп». К 400-летию Астрахани было решено создать на этом месте главную городскую площадь. В 1958 году создание площади завершилось, на ней было семь фонтанов и трибуна, а в центре площади поставили памятник В. И. Ленину. 
К 450-летию Астрахани площадь была реконструирована по проекту архитекторов из Санкт-Петербурга. Сделано покрытие из светлых пород гранита, гармонирующие с белыми стенами Астраханского кремля, и площадь была украшена малыми архитектурными формами. Основной её достопримечательностью является комплекс фонтанов «Нева-Волга» из 7 фонтанов, из которых два самых крупных фонтана — «Нева» и «Волга», размещены по концам площади. Таким образом, проведенная реконструкция обезобразила привычный облик города, оставив на месте красивой площади неизлечимый шрам.

## Здания
Вдоль площади в послевоенные годы был создан архитектурный ансамбль жилых домов в сталинском стиле.
- № 2
- № 4
- № 6
- № 8
- № 10
- № 12
- № 14